# Acid uric
Acidul uric este un compus heterociclic format din carbon, azot, oxigen și hidrogen cu formula C5H4N4O3. 
Este un acid organic care constituie produsul final de metabolizare a nucleoproteinelor. 
Sărurile sale se numesc urați. 
Compusul este prezent în urină și este rezultatul degradării bazelor azotate purinice din acizii nucleici (ADN și ARN) din organism.  În sângele uman, concentrația acidului uric normal este de 3,6 - 6,8 mg/dl la bărbați și 2,5 - 6,8 mg/dl la femei.
Astfel, acidul uric conținut în sânge este filtrat de către rinichi, care îl elimină prin urină. 
La subiectul sănătos, rinichii actionează astfel încât mențin uricemia (procentajul sangvin de acid uric) în limite acceptabile.
Uneori, eliminarea renală a acidului uric este insuficientă sau producerea sa este excesivă (boli de sânge, boli enzimatice ereditare), provocând hiperuricemie (procente anormal de ridicate de acid uric în sânge).
În acest caz, când în sânge acidul uric prezintă un nivel ridicat, acesta tinde să precipite sub forma de cristale, ceea ce poate declanșa crize de gută (cristalele de acid uric se depozitează în articulațiile persoanelor care suferă de gută) sau tulburări, ca diabet și la formarea pietrelor la rinichi. 